# رابرت کارمودی
رابرت کارمودی (انگلیسی: Robert Carmody؛ ۴ سپتامبر ۱۹۳۸ – ۲۷ اکتبر ۱۹۶۷) بوکسور اهل ایالات متحده آمریکا بود.
وی همچنین برندهٔ جوایزی همچون پرپل هارت و نشان ستاره برنزی شده است.